# Huperzia tibetica
Huperzia tibetica är en lummerväxtart som först beskrevs av Ren Chang Ching, och fick sitt nu gällande namn av Ren Chang Ching. Huperzia tibetica ingår i släktet lopplumrar, och familjen lummerväxter. Inga underarter finns listade i Catalogue of Life.